# محمد رهیف حاکمی
محمد رهیف حاکمی (عربی: محمد رهيف حاكمي؛ زادهٔ ۱ ژانویهٔ ۱۹۶۳) کارآفرین، مدیر اجرایی و اهالی کسب‌وکار است، که در سال ۱۹۷۴ گروه ارمادا را تأسیس کرد.